# Индексы асимметрии конечностей приматов
Для отражения пропорций размеров конечностей у млекопитающих (и в частности у приматов) в биологии разработана серия индексов. Самым распространённым является интермембральный индекс, но применяются также круральный, брахиальный и плече-бедренный индексы.

## Интермембральный индекс
В литературе, посвящённой приматам, широко используется интермембральный индекс (англ. intermembral index), отражающий соотношение общей длины верхней и нижней конечностей:

плечевая кость+лучевая кость/бедренная кость+большеберцовая кость×100
Представители основных групп приматов по способу передвижения
Значения интермембрального индекса выше 100 означают, что передняя (верхняя) конечность примата длиннее его задней (нижней) конечности, значения ниже ста — что длиннее задняя конечность. Соотношение длин верхней и нижней конечностей, по-видимому, диктуется различиями рецепторов инсулиноподобного фактора роста 1 типа (ИФР — 1) в хрящевых пластинках роста. Для каждого биологического вида характерно специфичное соотношение длин конечностей: виды, в передвижении которых преобладает вертикальное лазание и прыжки, отличают низкие значения интермембрального индекса (от 50 до 80), то есть длинные задние и короткие передние конечности. Для видов, передвигающихся на четырёх ногах в горизонтальной плоскости (как по поверхности земли, так и по ветвям), обычные значения индекса располагаются в диапазоне от 80 до 100, а для видов, передвигающихся с помощью брахиации или подолгу висящих на ветвях, значение индекса может доходить до 150, что соответствует длинным передним конечностям при коротких задних.
Когда интермембральный индекс применяется для ископаемых приматов, могут быть сделаны предположения о способе их передвижения. Так, для наиболее ранних приматов, живших в эоцене, характерны значения индекса, схожие с современными лазающими и прыгающими видами; в миоцене распространились значения индекса, более характерные для передвижения на четырёх конечностях — 85—100 для видов, передвигавшихся по земле, и 75—85 для древесных видов. Высокие значения индекса, ассоциирующиеся с брахиацией, появляются в конце миоцена — у небольшой обезьяны ореопитека, чьи останки найдены на территории Италии.

### Средние значения интермембрального индекса для отдельных таксонов
| Гоминоиды                | Гоминоиды           | Прочие обезьяны      | Прочие обезьяны | Прочие приматы | Прочие приматы |
| Таксон                   | И/м индекс          | Таксон               | И/м индекс      | Таксон         | И/м индекс     |
| ------------------------ | ------------------- | -------------------- | --------------- | -------------- | -------------- |
| Современные таксоны      | Современные таксоны | Лангуры              | 75,0—78,9       | Долгопяты      | 55             |
| Человек разумный         | 69                  | Мартышки             | 79—82           | Галаго         | 62             |
| Бонобо                   | 102                 | Хохлатый павиан      | 84              | Индри          | 64             |
| Обыкновенный шимпанзе    | 103—106             | Другие макаки        | 92—100          | Кошачий лемур  | 70             |
| Гориллы                  | 116                 | Павианы              | 95—97           | Руконожка      | 71             |
| Калимантанский орангутан | 139                 | Мандрил              | 95              | Потто          | 88             |
| Гиббоны                  | 122—131,4           | Гелада               | 100             | Тонкие лори    | 92             |
| Сиаманг                  | 145                 | Тамарины             | 73—80           |                |                |
| Ископаемые таксоны       | Ископаемые таксоны  | Обыкновенные игрунки | 74—76           |                |                |
| Афарский австралопитек   | 88                  | Капуцины             | 81—83           |                |                |
| Человек умелый (OH 62)   | 95                  | Коаты                | 99—109          |                |                |

## Прочие индексы
Брахиальный индекс (англ. brachial index) передаёт процентное соотношение длин двух костей верхней конечности — плечевой и лучевой:

лучевая кость/плечевая кость×100
Круральный индекс (англ. crural index) отражает процентное соотношение длин двух основных костей нижней конечности — большеберцовой кости и бедренной кости:

большеберцовая кость/бедренная кость×100
Плече-бедренный или гумерофеморальный индекс (англ. humerofemoral index) представляет собой процентное соотношение длин плечевой и бедренной костей:

плечевая кость/бедренная кость×100
Данные индексы полезны в особенности для вымерших приматов, для которых известны длины только некоторых из основных длинных костей. Кроме того, в случаях, когда даже известные кости существуют только в неполном виде, применяется соотношение окружностей плечевой и бедренной костей в их центральной части.